# Раднички (Лукавац)

Старий логотип клубу

Футбольний клуб Раднички (Лукавац) (босн. Fudbalski Klub Radnički Lukavac) — професійний боснійський футбольний клуб із міста Лукавац.

## Історія
Команду було засновано в 1921 році. Тривалий час вона виступала в Першій лізі ПНГ, але в сезоні 1999/2000 років клуб вилетів до другого дивізіону, де тривалий час продовжував свої виступи.

## Досягнення
- Мусульманська ліга:
  -  Срібний призер (1): 1995/96

## Фанати
Найьільше фанатське угруповання клубу ФК «Раднички» має назву Сіукс, воно було засноване в 1989 році. Вони розташовуються на південній трибуні стадіону «Йошик».

## Принципові протистояння
Найпринциповішим суперником ФК «Раднички» є команда Слобода (Тузла). Це протистояння можна спостерігати й між угрупуваннями обох клубів, Сіукс ФК «Радничок» та ФУКАРЕ «Слободи». Під час матчу Сіукс знаходяться на південній трибуні, а ФУКАРЕ — на північній. Матчі між цими суперниками як в Лукаваці, так і в Тузлі є найвідвідуванішими з-поміж інших. Матчі між цими суперниками до сих пір мають певний ризик, оскільки на початку історії їх протистоянь дуже часто відбувалися бійки між фанатськими угрупуваннями обох клубів, але в останні роки матчі проходять без будь-яких інцидентів.